# 田町 (新竹市)

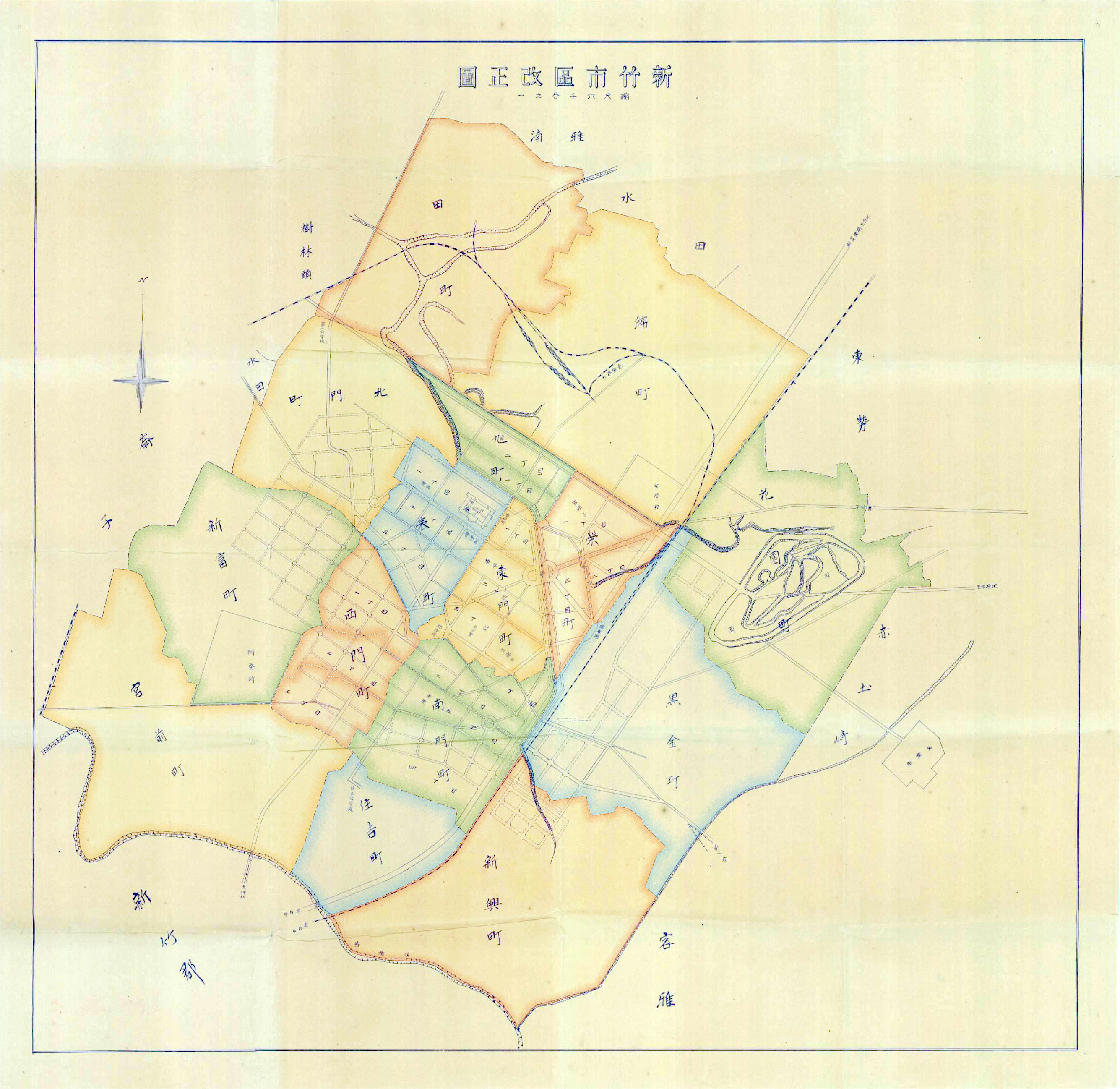
新竹市町名

田町為新竹州新竹市自1935年實施町名改正所成立的行政區之一，其原屬於新竹大字下的水田小字，現今為地籍光華段的一部份。

## 設施
- 新竹州種畜場[1]